# Giovanni Muzzioli
Giovanni Muzzioli (Muzziòli) (ur. 10 lutego 1854 w Modenie, zm. 5 sierpnia 1894 tamże) – włoski malarz akademicki, twórca obrazów historycznych (głównie o tematyce antycznej) i religijnych. Uważany za włoski odpowiednik Lawrence'a Alma-Tademy i obok Adeodata Malatesty za najwybitniejszego malarza z Modeny.  
Był synem Andrei Muzziolego i Marianny Gilioli, przybyłych do Modeny z pobliskiego Castelvetro. Już jako 15-latek podjął naukę w miejscowej akademii, gdzie po jej ukończeniu w 1871 uznano go za obiecująco uzdolnionego i przyznano stypendium umożliwiające czteroletni pobyt studyjny w Rzymie i Florencji. Po nauce malarstwa historycznego w rzymskiej Akademii Św. Łukasza (Accademia di San Luca) pod kierunkiem F. Podestiego i F. Coghettiego, stworzył dyplomową pracę zatytułowaną Abraham i Sara na dworze faraona (1875), którą na dowód nabytych umiejętności podarował rodzinnemu miastu. Wcześniej prezentował swe prace (m.in. Ścięcie św. Jana Chrzciciela) na wystawie krajowej w Mediolanie w 1872. Z uznaniem spotkała się także kolejna kompozycja historyczna zatytułowana Poppea przynosząca Neronowi głowę Oktawii (znana też jako Zemsta Poppei albo Neron i Poppea, 1875-76). 

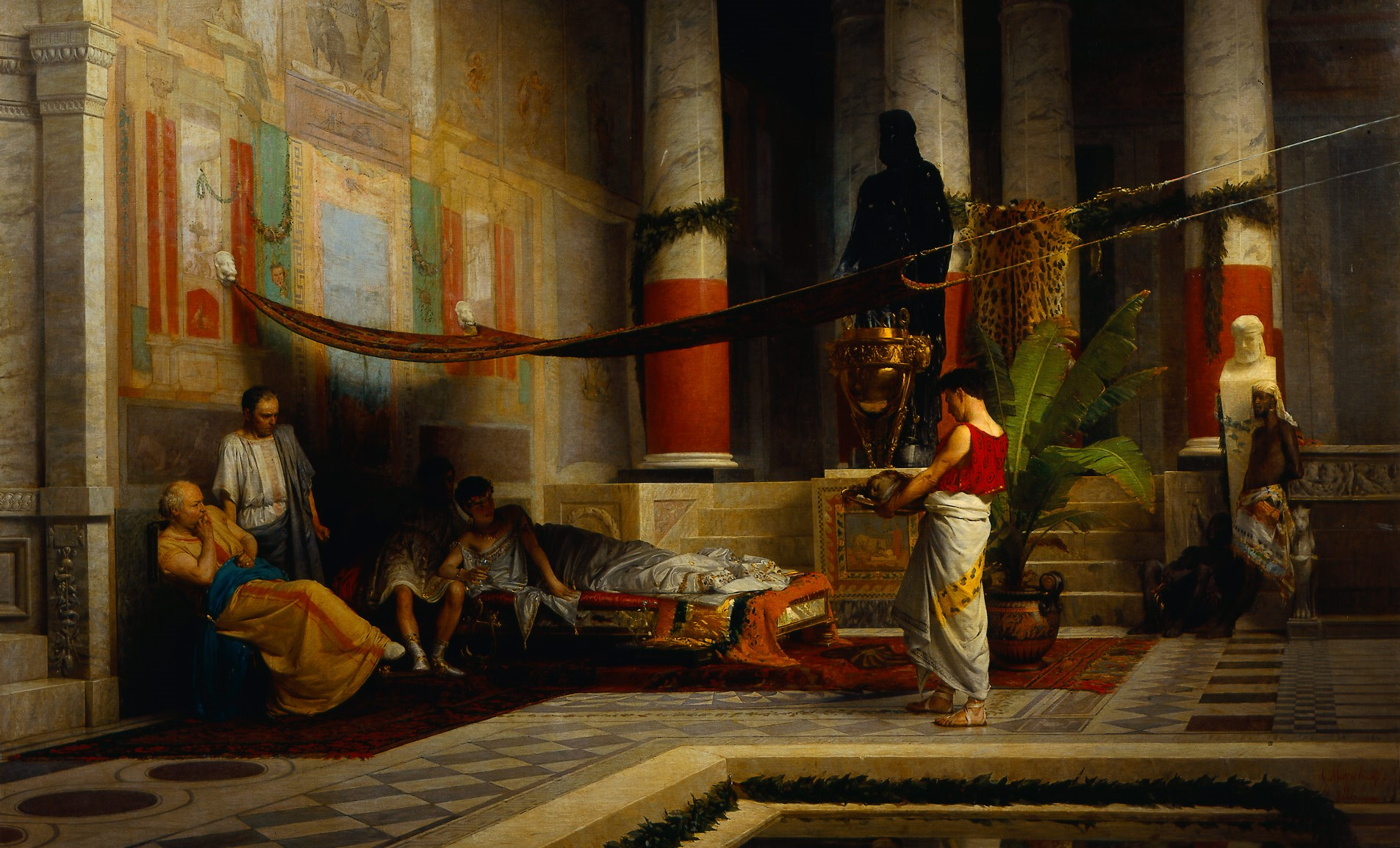
Poppea przynosząca Neronowi głowę Oktawii

Podczas paryskiej wystawy światowej 1878 roku zapoznał się z malarstwem Lawrence'a Alma-Tademy, które wywarło na nim przemożne wrażenie, skutkując zdecydowanym zwróceniem się ku tematyce z dziejów klasycznej Grecji i Rzymu. Pierwszym obrazem powstałym w tej inspiracji był Taniec wśród mieczów (albo Kubisteteira, 1878), kolejnym zwracającym uwagę – Obrzędy pogrzebowe w Egipcie (1881). Szczególnie ważna w jego dorobku kompozycja W świątyni Bachusa (1881) odniosła niezwykły sukces na wystawie mediolańskiej i zdobyła nagrodę krytyki; uprzednio duże uznanie wzbudziła Magdalena eksponowana na wystawie w Turynie w 1880. 
Od połowy lat 70. zajmował się też z powodzeniem malarstwem portretowym, tworząc liczne wizerunki osób z miejscowego środowiska (Portret księdza Bonetti, Dama z kwiatami, Pani Diena, Koneser, portrety markizów Campori, Fontanelli). 

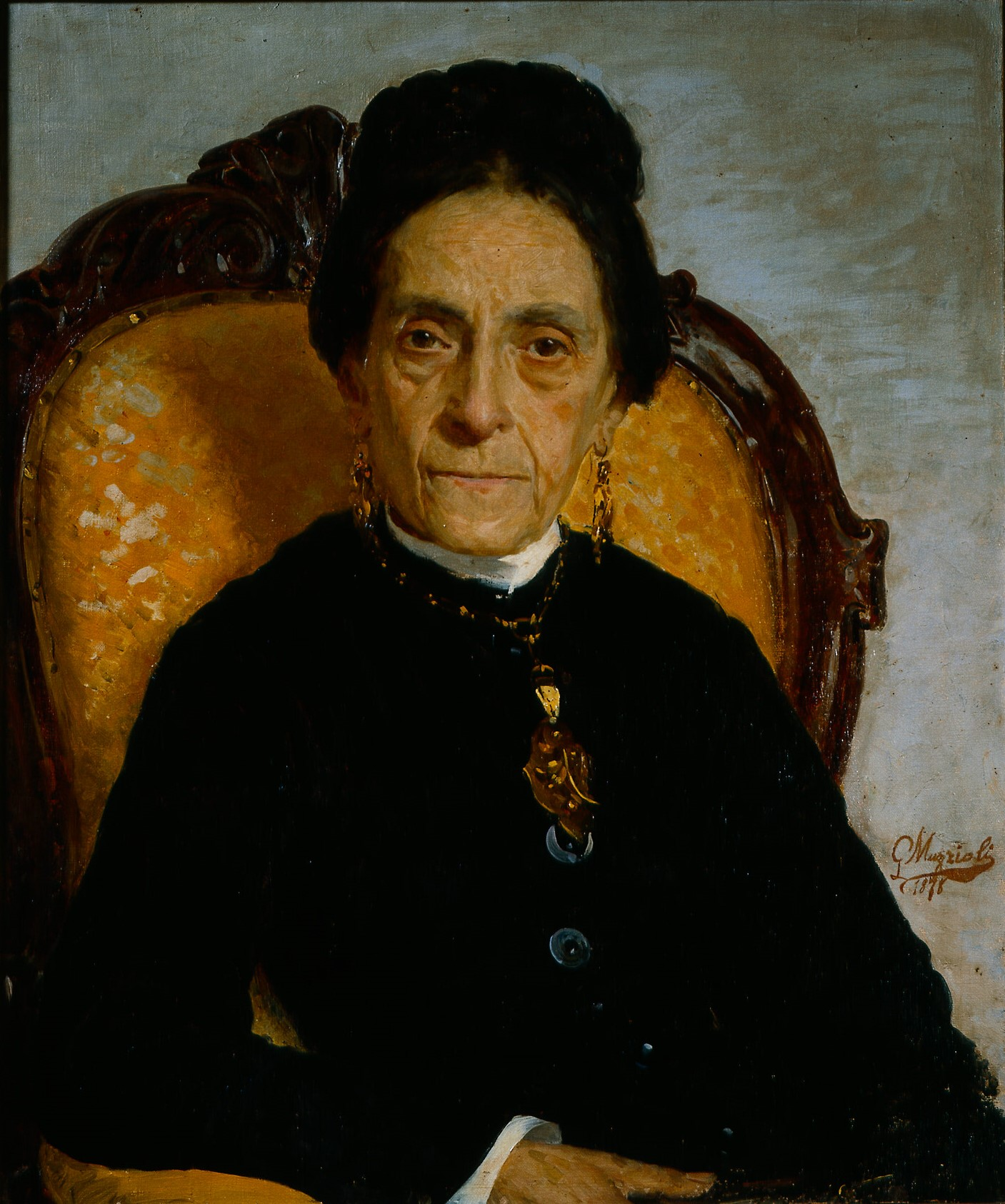
Portret starszej pani (1878)

Od 1878 osiadł we Florencji, gdzie tworzył do końca życia, będąc od 1882 członkiem Florenckiego Kręgu Artystów oraz profesorem akademii we Florencji i Modenie. Na początku lat 80. powstały jego pierwsze kompozycje pejzażowe (Na klepisku, Gorąca pora, Spokojne życie). Stopniowo odchodząc od sentymentalnej poetyki tych przedstawień, artysta zwracał się ku naturalizmowi w ukazywaniu wiejskiego życia wraz z jego obyczajowością, czego szczególny przejaw stanowi obraz Wrześniowe słońce pokazany na krajowej wystawie w Wenecji (1887). Rozwijając coraz szerzej paletę twórczą, artysta odnowił też zainteresowanie malarstwem rodzajowym (np. Różowy wóz); równocześnie powstawały szkice malowideł do lunety florenckiego kościoła Santa Maria. 
Muzzioli zarazem pozostał wierny tematyce antycznej, w obrazach takich jak Ofiara ślubna (1883), zakupionym przez miasto Triest, czy Bachanalia, który odniósł duży sukces zarówno na wystawie mediolańskiej w 1886, jak i na późniejszej światowej ekspozycji w Paryżu (1889). Od 1887 na pokazach publicznych wystawiał wyłącznie obrazy związane tematycznie ze starożytnym Rzymem, wśród których do najwybitniejszych należał Pogrzeb Brytanika (1888), prezentowany na dorocznej krajowej wystawie sztuk pięknych w Bolonii (1888).Jego „archeologiczna” wierność antycznym szczegółom uzasadniała wówczas porównywanie go z Alma-Tademą, którego oczywisty wpływ widoczny jest w nastrojowych „rzymskich” scenach rodzajowych (Zaloty, Idylla). 
W 1891 wybrano go do Rady Sztuk Pięknych przy ministerstwie oświaty. Nieuleczalnie chory, zmarł jako zaledwie 40-letni; jego pogrzeb stał się szczególnym wydarzeniem w życiu publicznym Modeny. Zorganizowana tam wkrótce pośmiertna wystawa 126 prac malarza (listopad 1894) wywarła silne wrażenie, istotnie poświadczając wartość jego dorobku twórczego.